# شخطورة

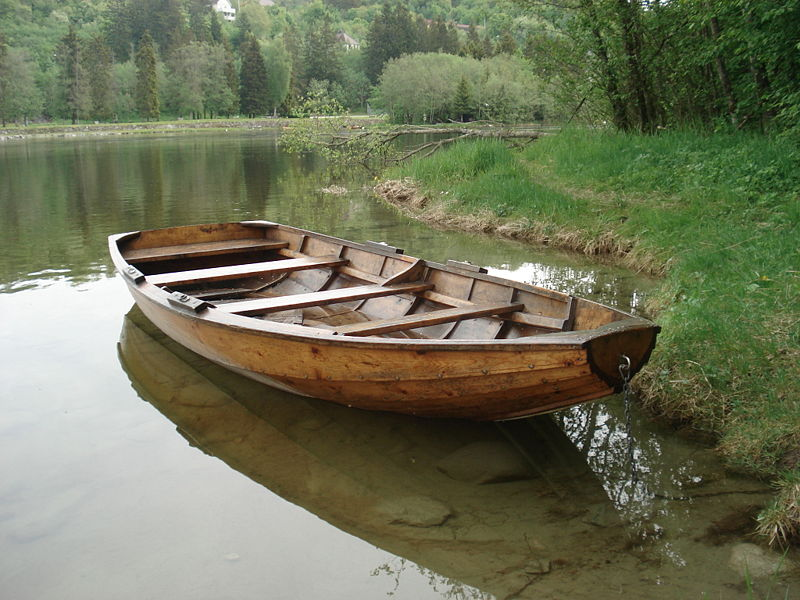
شخطور نوريجي

الشخطورة أو الشختورة نوع من القوراب الصغيرة ذات شراع وثمة أنواع بلا شراع، تستخدم في العادة للمسابقة.